# Áp phích

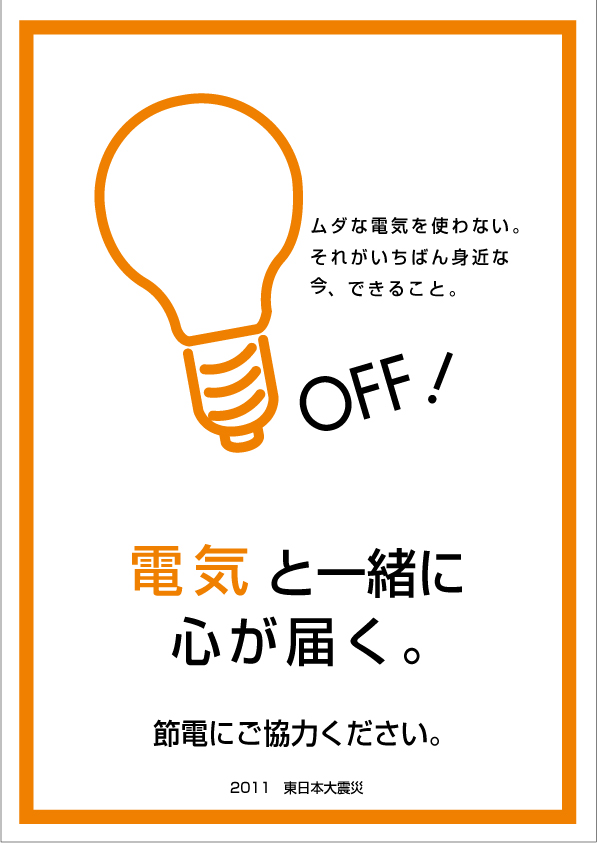
Bích chương Nhật Bản 2011, nhắc nhở dân chúng tiết kiệm điện lực

Áp phích (từ tiếng Pháp: affiche, từ Tiếng Anh: poster) hay bích chương là một ấn phẩm kích thước lớn vừa cung cấp thông tin, vừa có tính nghệ thuật được thiết kế qua các thủ pháp tạo hình mang tính thẩm mỹ cao nhằm mục đích truyền đạt đến người xem bằng thị giác thông tin chính về một sản phẩm, một sự kiện hay một vấn đề. Đề tài bích chương có thể là quảng cáo, thông báo, tuyên truyền hay cổ động.
Bích chương thường được in trên giấy hay bìa cứng gồm chữ khổ lớn và hình ảnh dễ bắt mắt. Bích chương có thể được yết thị ở trên tường vách, trong cửa bày hàng, lồng trong kính, nhất là những nơi đông người qua lại, mời gọi mọi người chú ý.

## Áp dụng
Về mặt thương mại áp phích được dùng để quảng cáo các sản phẩm hàng hóa.
Trong các vận động bầu cử thì áp phích là phương tiện thông tin về các đảng phái và ứng cử viên hoặc các vấn đề cần vận động.

## Kỹ thuật và mỹ thuật
Vị trí trình bày của áp phích thường là những nơi công cộng và đối tượng thưởng thức là công chúng mọi tầng lớp trong xã hội nên thông tin dù được phản ánh trực tiếp hay gián tiếp đều phải súc tích, đơn giản, dễ dàng nhận biết ghi nhớ và mang tính đại chúng cao nhất.
Ngày nay, áp phích quảng cáo thường được in với diện tích lớn, được thiết kế đa dạng về màu sắc, ngôn ngữ tạo hình, phong phú về hình thức bố cục, tùy theo ý tưởng của nhà thiết kế vào từng loại sản phẩm hay sự kiện.
Áp phích quảng cáo có bố cục:
1. Thường đơn giản
2. Mang tính khái quát cao
3. Tính tương phản mạnh giữa

- Các thành tố trong bố cục như: hình với nền, hình với chữ; mảng lớn với mảng nhỏ, phần chính với phần phụ,
- Màu sắc: thường là những gam màu mạnh, màu tươi sáng có sức lan toả mạnh mẽ. Màu liên quan đến sản phẩm hay màu biểu trưng của công ty nhằm tăng tính nhận biết và cạnh tranh. Những gam màu ấn tượng không theo một trật tự màu sắc nào trước đó. Màu tương phản mạnh nhằm thu hút thị giác của người xem ở mọi khoảng cách.